# Гіацинтова лихоманка

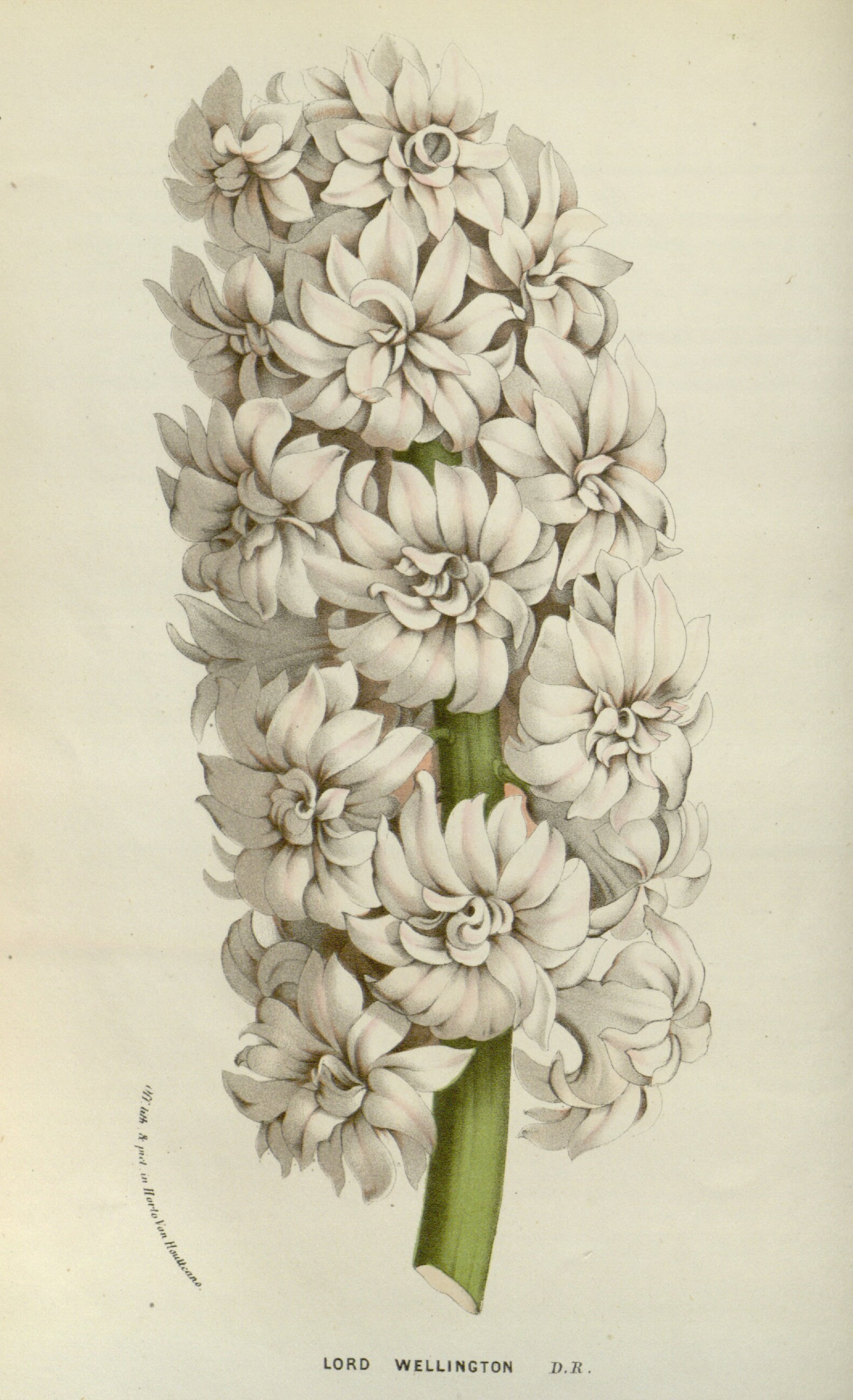
Махровий гіацинт селекції XIX століття 'Lord Wellington'

Гіацинтова лихоманка — епізод аномального, ажіотажного зростання цін на цибулини садових гіацинтів в Нідерландах в 1730-і. Ціни на рідкісні махрові сорти досягли максимуму на рубежі 1736—1737 років, рівно через сто років після зльоту і краху цін на тюльпани, відомого як тюльпаноманія. Так само, як і тюльпаноманія, гіацинтова лихоманка завершилася крахом: з невідомих причин ринок звалився, і ціни повернулися на докризовий рівень. На відміну від тюльпаноманії, гіацинтова лихоманка залишила вкрай мало слідів і була швидко забута.

## Історія
Крупноквіткові гіацинти виду Гіацинт східний, в природних умовах ростуть у передгір'ях Малої Азії, завезений був спочатку до Австрії, потім до Голландії близько 1560 року, приблизно в один час з тюльпанами. Протягом півтора століть гіацинт поступався в популярності не тільки тюльпану, але й гвоздикам, і трояндам. Багатьох знавців він не цікавив, а для простих квітникарів-аматорів він був занадто складний і примхливий у вирощуванні. Небагато квіткових господарства, що вирощували гіацинти на продаж, розмножували їх насіннєвим способом: вегетативне розмноження дочірніми цибулинами і дітками (звичне в розведенні тюльпанів) у гіацинтів відбувається повільно, а ніяких варіантів прискорити його голландці XVII століття ще не знали.
Від посіву до цвітіння гіацинта проходить близько п'яти років; товарну цінність представляють цибулини зрілих, вже квітучих рослин стандартного кольору і розміру (на відміну від рідкісних тюльпанів-солітерів, декоративні гіацинти в XVII столітті висаджували цілими грядками). Час від часу квітникарі знаходили в масі вперше квітучих сіянців поодинокі махрові екземпляри-мутанти (перша така квітка був описаний в 1612 році). Зазвичай вони знищувалися на місці: махрові квітки були нездатні до плодоношення, розмножити їх вегетативно було практично неможливо, а поодинокі нестандартні рослини попитом не користувалися.
У 1680-ті традицію порушив Гарлемський квітникар Пітер Воргелм. Через хворобу, протягом усього 1684, Воргелм не міг доглядати за садом. Навесні наступного року він виявив у занедбаному саду незвично красивий махровий екземпляр, яким відразу зацікавилися заможні поціновувачів. Цей, нездатний до плодоношення, екземпляр дав початок першому сорту махрового гіацинта, 'Marie'; слідом за ним в першу чверть XVIII століття квітникарі Гарлема вивели близько сотні махрових сортів. Більшість з них були білими або синіми (різних відтінків); рожеві і пурпурні сорти з'явилися відносно пізно. Найцінніші цибулини початку XVIII століття коштували 30-50 гульденів; виведена в 1709 році біло-рожева 'Koningin van Scheba', що вважалася еталоном краси гіацинта, оцінювалася в 140 гульденів.
Протягом 1710-х і 1720-х, у міру розігріву інтересу публіки, ціни росли впевнено, але повільно. Ймовірно, позначилося поліпшення економічного становища країни після низки воєн з Англією кінця XVII століття; можливо — під впливом французьких фінансових пірамід голландців знову охопила пристрасть до квіткових спекуляцій.
Багато з сортів селекції початку XVIII століття загинули в морозну зиму 1729 року: пропозиція цибулин різко скоротилося, ціни зросли до 200 гульденів за цибулину; в 1733 на ринку почався справжній ажіотаж. Доросла цибулина сорту 'Passé non plus ultra' з великої дитинкою в 1733 році оцінювалася в 1600 гульденів, інша цибулина того ж сорту з вісьмома дрібними дітками — в 1850 гульденів. «Менш цінні» сорти коштували 400—800 гульденів за цибулину, а ціни на найдешевші, поширені сорти не опускалися нижче 10 гульденів. У країну повернулася атмосфера тюльпаноманії — здавалося б, давно засудженої всіма розсудливими громадянами. Преса та анонімні памфлетистів одностайно засуджували «безумців», які поклоняються Флорі — покровительці блудниц; в Гарлемі в 1734 році перевидали «Бесіди Вармондта і Гаргудта» — найвідоміший памфлет, спрямований проти тюльпаноманії — але ціни продовжили зростання. На відміну від тюльпаноманії, гіацинтами спекулювали лише кілька активних спекулянтів і квітникарів; популярні в XVII столітті ф'ючерсні контракти і опціони практично не використовувалися. Єдиним «технологічним» нововведенням 1730-х була торгівля частками в цінних цибулинах — таким чином спекулянти набували права на ще не сформовані дітки повільно розмножувані гіацинти.
Ринок гіацинтів обвалився лише навесні 1737 року, рівно через сто років після краху тюльпаноманії. До 1739 року ціни впали до однієї десятої від рівня 1734; типова ціна цибулини новітнього сорту в середині XVIII століття становила 25 гульденів.
Причини краху 1737 року були ті ж, що і в 1637 році: ціни на дійсно рідкісні сорти зросли настільки, що торгівля ними фактично припинилася. Тоді спекулянти зосередилися на торгівлі ходовими сортами, і знову розігнали ціни до заборонно високого рівня. Такі ціни не був готовий платити ніхто, навіть найбагатші знавці. Ринок завмер, готовий обрушиться від найменшого поштовху, і неминуче обрушився; безпосередній привід краху залишився невідомий. Жодних наслідків цей крах не приніс: в Гіацинтовій лихоманці брала участь лише жменька гарлемських квітникарів-професіоналів і вузьке коло любителів і спекулянтів. Так як ф'ючерсні угоди в 1730-ті роки не використовувалися, то долучитися до ринку гіацинтів можна було тільки через придбання та вирощування реальних рослин — а тут на шляху нових учасників ринку стояв надійний бар'єр: вирощування гіацинтів в 1730-ті роки було настільки ж складним і ризикованим заняттям, як і в часи Пітера Ворхелма.